# Willdenowia
Willdenowia é um género botânico pertencente à família Restionaceae.

## Espécies
O género Willdenowia inclui 31 espécies descritas, das quais 11 se encontram aceites:
- Willdenowia affinis Pillans, Trans. Roy. Soc. South Africa 16: 425 (1928).
- Willdenowia arescens Kunth, Enum. Pl. 3: 454 (1841).
- Willdenowia bolusii Pillans, Trans. Roy. Soc. South Africa 16: 429 (1928).
- Willdenowia glomerata (Thunb.) H.P.Linder, Bothalia 15: 494 (1985).
- Willdenowia humilis Nees ex Mast., J. Linn. Soc., Bot. 10: 272 (1869).
- Willdenowia incurvata (Thunb.) H.P.Linder, Bothalia 15: 494 (1985).
- Willdenowia purpurea Pillans, Trans. Roy. Soc. South Africa 16: 430 (1928).
- Willdenowia rugosa Esterh., Bothalia 15: 495 (1985).
- Willdenowia stokoei Pillans, Trans. Roy. Soc. South Africa 29: 355 (1942).
- Willdenowia sulcata Mast., J. Linn. Soc., Bot. 10: 270 (1869).
- Willdenowia teres Thunb., Kongl. Vetensk. Acad. Nya Handl. 11: 28 (1790).